# Liga Europea femenina de voleibol 2024
La Liga Europea de Voleibol Femenino 2024 fue la decimoquinta edición de la Liga Europea de Voleibol Femenino anual , que cuenta con 21 equipos nacionales de voleibol femenino de países europeos. La fase final se jugó en República Checa. El ganador y el subcampeón se clasificaron para la Copa Challenger de Voleibol Femenino de 2024.
El torneo tiene dos divisiones: la Liga de Oro, que contó con doce equipos, y la Liga de Plata, que contó con nueve equipos.

## Equipos

### Liga de Oro
| League phase         |
| -------------------- |
| Ucrania (8)          |
| Bélgica (10)         |
| República Checa (11) |
| Eslovaquia (12)      |
| Eslovenia (13)       |
| Suecia (14)          |
| España (16)          |
| Rumanía (18)         |
| Croacia (19)         |
| Azerbaiyán (20)      |
| Austria (21)         |
| Estonia (29)         |

## Formato del torneo
| Semana 1                   | Semana 1                      | Semana 1                         | Semana 1                        |
| Grupo 1 Rakvere            | Grupo 2 Osijek                | Grupo 3 Lund                     | Grupo 4 Teplice                 |
| -------------------------- | ----------------------------- | -------------------------------- | ------------------------------- |
| Estonia Ucrania Eslovenia  | Croacia Eslovaquia Azerbaiyán | Suecia Bélgica España            | República Checa Rumanía Austria |
| Semana 2                   |                               |                                  |                                 |
| Grupo 5 Schwechat          | Grupo 6 Blaj                  | Grupo 7 Maribor                  | Grupo 8 Beveren                 |
| Austria Ucrania Eslovaquia | Rumanía Suecia Azerbaiyán     | Eslovenia República Checa España | Bélgica Croacia Estonia         |
| Semana 3                   |                               |                                  |                                 |
| Grupo 9 Bakú               | Grupo 10 Gijón                | Grupo 11 Bratislava              | Grupo 12 Tarnów                 |
| Azerbaiyán Austria Estonia | España Rumanía Croacia        | Eslovaquia Eslovenia Suecia      | Ucrania Bélgica República Checa |

## Ronda preliminar

### Posiciones
| Posición | Equipo          | Partidos | Partidos | Partidos | Pts | Sets | Sets | Sets  | Puntos | Puntos | Puntos |
| Posición | Equipo          | PJ       | PG       | PP       | Pts | SG   | SP   | Ratio | PG     | PP     | Ratio  |
| -------- | --------------- | -------- | -------- | -------- | --- | ---- | ---- | ----- | ------ | ------ | ------ |
| 1.º      | Bélgica         | 6        | 6        | 0        | 18  | 18   | 4    | 4.500 | 542    | 418    | 1.297  |
| 2.º      | República Checa | 6        | 5        | 1        | 15  | 16   | 5    | 3.200 | 504    | 425    | 1.186  |
| 3.º      | Rumanía         | 6        | 4        | 2        | 12  | 14   | 6    | 2.333 | 467    | 408    | 1.145  |
| 4.º      | Suecia          | 6        | 4        | 2        | 11  | 12   | 8    | 1.500 | 452    | 433    | 1.044  |
| 5.º      | Ucrania         | 6        | 4        | 2        | 11  | 13   | 9    | 1.444 | 505    | 444    | 1.137  |
| 6.º      | España          | 6        | 3        | 3        | 9   | 12   | 12   | 1.000 | 509    | 515    | 0.988  |
| 7.º      | Eslovaquia      | 6        | 3        | 3        | 9   | 9    | 11   | 0.818 | 443    | 457    | 0.969  |
| 8.º      | Azerbaiyán      | 6        | 2        | 4        | 7   | 9    | 12   | 0.750 | 428    | 465    | 0.920  |
| 9.º      | Croacia         | 6        | 2        | 4        | 7   | 9    | 13   | 0.692 | 469    | 494    | 0.949  |
| 10.º     | Eslovenia       | 6        | 1        | 5        | 4   | 6    | 15   | 0.400 | 433    | 491    | 0.882  |
| 11.º     | Estonia         | 6        | 1        | 5        | 3   | 4    | 16   | 0.250 | 371    | 489    | 0.759  |
| 12.º     | Austria         | 6        | 1        | 5        | 2   | 6    | 17   | 0.353 | 447    | 531    | 0.842  |

     - Clasificadas a la ronda final.
     - Relegada a la Liga de Plata 2025.

Actualizado al 02-06-2024.

### Resultados

#### Semana 1
- Del 16 al 19 de mayo

Grupo 1
- Sede:  Rakvere Sports Hall
- Todos los horarios corresponden a la hora de Rakvere, Estonia ( UTC+03:00 )

| Fecha      | Hora  | Equipo 1  | Sets  | Equipo 2  | Set 1 | Set 2 | Set 3 | Set 4 | Set 5 | Total  |
| ---------- | ----- | --------- | ----- | --------- | ----- | ----- | ----- | ----- | ----- | ------ |
| 17 de mayo | 18:00 | Eslovenia | 3 : 0 | Estonia   | 25-23 | 25-18 | 25-18 |       |       | 75–59  |
| 18 de mayo | 16:00 | Ucrania   | 3 : 2 | Eslovenia | 23-25 | 25-15 | 20-25 | 25-71 | 15-11 | 108–93 |
| 19 de mayo | 17:00 | Estonia   | 0 : 3 | Ucrania   | 11-25 | 14-25 | 13-25 |       |       | 38–75  |

Grupo 2
- Sede:  Gradski vrt Hall
- Todos los horarios corresponden a la hora de Osijek, Croacia ( UTC+02:00 )

| Fecha      | Hora  | Equipo 1   | Sets  | Equipo 2   | Set 1 | Set 2 | Set 3 | Set 4 | Set 5 | Total |
| ---------- | ----- | ---------- | ----- | ---------- | ----- | ----- | ----- | ----- | ----- | ----- |
| 17 de mayo | 19:00 | Azerbaiyán | 3 : 0 | Croacia    | 25-19 | 25-19 | 25-22 |       |       | 75–60 |
| 18 de mayo | 15:00 | Eslovaquia | 3 : 1 | Azerbaiyán | 21-25 | 25-20 | 25-16 | 25-19 |       | 96–80 |
| 19 de mayo | 19:00 | Croacia    | 3 : 0 | Eslovaquia | 25-21 | 25-17 | 25-21 |       |       | 75–59 |

Grupo 3
- Sede:  Sparbanken Skåne Arena
- Todos los horarios corresponden a la hora de Lund, Suecia ( UTC+02:00 )

| Fecha      | Hora  | Equipo 1 | Sets  | Equipo 2 | Set 1 | Set 2 | Set 3 | Set 4 | Set 5 | Total   |
| ---------- | ----- | -------- | ----- | -------- | ----- | ----- | ----- | ----- | ----- | ------- |
| 17 de mayo | 18:00 | España   | 2 : 3 | Suecia   | 28-26 | 22-25 | 25-22 | 18-25 | 12-15 | 105–113 |
| 18 de mayo | 16:00 | Bélgica  | 3 : 1 | España   | 28-30 | 25-16 | 25-18 | 25-16 |       | 103–80  |
| 23 de mayo | 20:00 | Suecia   | 0 : 3 | Bélgica  | 17-25 | 19-25 | 14-25 |       |       | 50–75   |

Grupo 4
- Sede:  Sportaréna
- Todos los horarios corresponden a la hora de Teplice, República Checa ( UTC+02:00 )

| Fecha      | Hora  | Equipo 1        | Sets  | Equipo 2        | Set 1 | Set 2 | Set 3 | Set 4 | Set 5 | Total |
| ---------- | ----- | --------------- | ----- | --------------- | ----- | ----- | ----- | ----- | ----- | ----- |
| 16 de mayo | 17:00 | Austria         | 0 : 3 | República Checa | 10-25 | 9-25  | 19-25 |       |       | 38–75 |
| 21 de mayo | 20:00 | Rumania         | 3 : 0 | Austria         | 25-13 | 25-20 | 25-19 |       |       | 75–52 |
| 22 de mayo | 17:00 | República Checa | 3 : 1 | Rumanía         | 25-18 | 22-25 | 25-23 | 25-23 |       | 97–89 |

#### Semana 2
- Del 24 al 26 de mayo

Grupo 5
- Sede:  Multiversum
- Todos los horarios corresponden a la hora de Schwechat, Austria ( UTC+02:00 )

| Fecha      | Hora  | Equipo 1   | Sets  | Equipo 2   | Set 1 | Set 2 | Set 3 | Set 4 | Set 5 | Total |
| ---------- | ----- | ---------- | ----- | ---------- | ----- | ----- | ----- | ----- | ----- | ----- |
| 24 de mayo | 16:00 | Eslovaquia | 3 : 1 | Austria    | 22-25 | 25-15 | 25-19 | 25-23 |       | 97–82 |
| 25 de mayo | 18:00 | Ucrania    | 3 : 0 | Eslovaquia | 25-20 | 25-21 | 25-11 |       |       | 75–52 |
| 26 de mayo | 18:00 | Austria    | 1 : 3 | Ucrania    | 22-25 | 25-20 | 14-25 | 24-26 |       | 85–96 |

Grupo 6
- Sede:  Polivalenta Alba Blaj
- Todos los horarios corresponden a la hora de Blaj, Rumania ( UTC+03:00 )

| Fecha      | Hora  | Equipo 1   | Sets  | Equipo 2   | Set 1 | Set 2 | Set 3 | Set 4 | Set 5 | Total |
| ---------- | ----- | ---------- | ----- | ---------- | ----- | ----- | ----- | ----- | ----- | ----- |
| 24 de mayo | 16:30 | Azerbaiyán | 0 : 3 | Rumanía    | 19-25 | 15-25 | 10-25 |       |       | 44-75 |
| 25 de mayo | 16:30 | Suecia     | 3 : 0 | Azerbaiyán | 25-19 | 25-19 | 25-19 |       |       | 75–57 |
| 26 de mayo | 16:30 | Rumania    | 3 : 0 | Suecia     | 25-23 | 25-23 | 25-18 |       |       | 75–64 |

Grupo 7
- Sede:  Sportna Dvorana Ljudski Vrt
- Todos los horarios corresponden a la hora de Maribor, Eslovenia ( UTC+02:00 )

| Fecha      | Hora  | Equipo 1        | Sets  | Equipo 2        | Set 1 | Set 2 | Set 3 | Set 4 | Set 5 | Total |
| ---------- | ----- | --------------- | ----- | --------------- | ----- | ----- | ----- | ----- | ----- | ----- |
| 24 de mayo | 19:00 | España          | 3 : 0 | Eslovenia       | 25-16 | 25-22 | 25-13 |       |       | 75-51 |
| 25 de mayo | 19:00 | República Checa | 3 : 0 | España          | 25-19 | 25-19 | 25-17 |       |       | 75–55 |
| 26 de mayo | 19:00 | Eslovenia       | 1 : 3 | República Checa | 16-25 | 25-20 | 21-25 | 21-25 |       | 83–95 |

Grupo 8
- Sede:  Topsporthal
- Todos los horarios corresponden a la hora de Beveren, Bélgica ( UTC+02:00 )

| Fecha      | Hora  | Equipo 1 | Sets  | Equipo 2 | Set 1 | Set 2 | Set 3 | Set 4 | Set 5 | Total  |
| ---------- | ----- | -------- | ----- | -------- | ----- | ----- | ----- | ----- | ----- | ------ |
| 16 de mayo | 17:00 | Estonia  | 0 : 3 | Bélgica  | 9-25  | 19-25 | 10-25 |       |       | 38–75  |
| 21 de mayo | 20:00 | Croacia  | 3 : 1 | Estonia  | 25-23 | 25-27 | 25-14 | 30-28 |       | 105–92 |
| 22 de mayo | 17:00 | Bélgica  | 3 : 1 | Croacia  | 25-19 | 25-14 | 14-25 | 25-15 |       | 89–73  |

#### Semana 3
- Del 31 de mayo al 2 de junio

Grupo 9
- Sede:  A.Y.S. Sport Hall
- Todos los horarios corresponden a la hora de Bakú, Azerbaiyán ( UTC+04:00 )

| Fecha      | Hora  | Equipo 1   | Sets  | Equipo 2   | Set 1 | Set 2 | Set 3 | Set 4 | Set 5 | Total  |
| ---------- | ----- | ---------- | ----- | ---------- | ----- | ----- | ----- | ----- | ----- | ------ |
| 31 de mayo | 18:00 | Estonia    | 0 : 3 | Azerbaiyán | 21-25 | 12-25 | 20-25 |       |       | 53-75  |
| 1 de junio | 18:00 | Austria    | 1 : 3 | Estonia    | 25-16 | 23-25 | 21-25 | 15-25 |       | 84-91  |
| 2 de junio | 17:00 | Azerbaiyán | 2 : 3 | Austria    | 25-22 | 25-19 | 23-25 | 16-25 | 8-15  | 97–106 |

Grupo 10
- Sede:  Palacio de Deportes de la Guía
- Todos los horarios corresponden a la hora de Gijón, España ( UTC+02:00 )

| Fecha      | Hora  | Equipo 1 | Sets  | Equipo 2 | Set 1 | Set 2 | Set 3 | Set 4 | Set 5 | Total  |
| ---------- | ----- | -------- | ----- | -------- | ----- | ----- | ----- | ----- | ----- | ------ |
| 31 de mayo | 20:00 | Croacia  | 2 : 3 | España   | 17-25 | 25-16 | 20-25 | 25-23 | 8-15  | 95-104 |
| 1 de junio | 17:00 | Rumania  | 3 : 0 | Croacia  | 25-18 | 25-22 | 25-21 |       |       | 75–61  |
| 2 de junio | 12:00 | España   | 3 : 1 | Rumanía  | 15-25 | 25-19 | 25-16 | 25-18 |       | 90–78  |

Grupo 11
- Sede:  Sport Hall Pasienky
- Todos los horarios corresponden a la hora de Bratislava, Eslovaquia ( UTC+02:00 )

| Fecha      | Hora  | Equipo 1   | Sets  | Equipo 2  | Set 1 | Set 2 | Set 3 | Set 4 | Set 5 | Total |
| ---------- | ----- | ---------- | ----- | --------- | ----- | ----- | ----- | ----- | ----- | ----- |
| 31 de mayo | 19:00 | Suecia     | 3 : 0 | Eslovenia | 25-19 | 25-23 | 25-18 |       |       | 75-60 |
| 1 de junio | 18:00 | Eslovenia  | 0 : 3 | Suecia    | 18-25 | 20-25 | 23-25 |       |       | 61-75 |
| 2 de junio | 18:00 | Eslovaquia | 3 : 0 | Eslovenia | 25-21 | 29-27 | 25-22 |       |       | 79-70 |

Grupo 12
- Sede:  Arena Jaskółka
- Todos los horarios corresponden a la hora de Tarnów, Polonia ( UTC+02:00 )

| Fecha      | Hora  | Equipo 1        | Sets  | Equipo 2        | Set 1 | Set 2 | Set 3 | Set 4 | Set 5 | Total  |
| ---------- | ----- | --------------- | ----- | --------------- | ----- | ----- | ----- | ----- | ----- | ------ |
| 31 de mayo | 17:00 | República Checa | 3 : 0 | Ucrania         | 25-20 | 25-19 | 25-22 |       |       | 75-61  |
| 1 de junio | 17:00 | Bélgica         | 3 : 1 | República Checa | 23-25 | 26-24 | 25-18 | 25-20 |       | 99–87  |
| 2 de junio | 17:00 | Ucrania         | 1 : 3 | Bélgica         | 21-25 | 28-26 | 18-25 | 23-25 |       | 90-101 |

### Fase final
- Del 15 al 16 de junio
- Sede:  RT Torax Arena
- Todos los horarios corresponden a la hora de Ostrava, República Checa ( UTC+02:00 )

|  | Semifinales | Semifinales     | Semifinales |                 |   | Final         | Final         | Final         |  |
|  | 6 de julio  | 6 de julio      | 6 de julio  |                 |   | 7 de julio    | 7 de julio    | 7 de julio    |  |
|  |             |                 |             |                 |   |               |               |               |  |
|  |             |                 |             |                 |   |               |               |               |  |
|  | 1           | Bélgica         | 2           |                 |   |               |               |               |  |
|  | 1           | Bélgica         | 2           |                 |   |               |               |               |  |
|  | 4           | Suecia          | 3           |                 |   |               |               |               |  |
|  | 4           | Suecia          | 3           |                 | 4 | Suecia        | 3             |               |  |
|  |             |                 |             |                 | 4 | Suecia        | 3             |               |  |
|  |             |                 | 2           | República Checa | 2 |               |               |               |  |
|  | 2           | República Checa | 2           | República Checa | 2 | 3             |               |               |  |
|  | 2           | República Checa |             |                 |   | 3             |               |               |  |
|  | 3           | Rumanía         | 1           |                 |   | Tercer puesto | Tercer puesto | Tercer puesto |  |
|  | 3           | Rumanía         | 1           |                 |   | Tercer puesto | Tercer puesto | Tercer puesto |  |
|  |             |                 |             |                 |   |               |               |               |  |
|  |             |                 |             |                 |   | 1             | Bélgica       | 3             |  |
|  |             |                 |             |                 |   | 1             | Bélgica       | 3             |  |
|  |             |                 |             |                 |   | 3             | Rumanía       | 0             |  |
|  |             |                 |             |                 |   | 3             | Rumanía       | 0             |  |
|  |             |                 |             |                 |   |               |               |               |  |

#### Semifinales
| Fecha       | Hora  | Equipo 1        | Sets  | Equipo 2 | Set 1 | Set 2 | Set 3 | Set 4 | Set 5 | Total   |
| ----------- | ----- | --------------- | ----- | -------- | ----- | ----- | ----- | ----- | ----- | ------- |
| 15 de junio | 15:00 | Bélgica         | 2 : 3 | Suecia   | 25-16 | 22-25 | 22-25 | 25-22 | 12-15 | 106–103 |
| 15 de junio | 18:00 | República Checa | 3 : 1 | Rumanía  | 19-25 | 25-13 | 25-18 | 30-28 |       | 99–84   |

#### Tercer lugar
| Fecha       | Hora  | Equipo 1 | Sets  | Equipo 2 | Set 1 | Set 2 | Set 3 | Set 4 | Set 5 | Total |
| ----------- | ----- | -------- | ----- | -------- | ----- | ----- | ----- | ----- | ----- | ----- |
| 16 de junio | 15:00 | Bélgica  | 3 : 0 | Rumanía  | 25-14 | 25-12 | 25-19 |       |       | 75-45 |

#### Final
| Fecha       | Hora  | Equipo 1 | Sets  | Equipo 2        | Set 1 | Set 2 | Set 3 | Set 4 | Set 5 | Total   |
| ----------- | ----- | -------- | ----- | --------------- | ----- | ----- | ----- | ----- | ----- | ------- |
| 16 de junio | 18:00 | Suecia   | 3 : 2 | República Checa | 25-22 | 21-25 | 18-25 | 25-20 | 15-11 | 104-103 |

## Posiciones finales
| Pos.              | Equipo              |
| ----------------- | ------------------- |
| Medalla de oro    | Suecia VCC          |
| Medalla de plata  | República Checa VCC |
| Medalla de bronce | Bélgica             |
| 4°                | Rumanía             |
| 5°                | Ucrania             |
| 6°                | España              |
| 7°                | Eslovaquia          |
| 8°                | Azerbaiyán          |
| 9°                | Croacia             |
| 10°               | Eslovenia           |
| 11°               | Estonia             |
| 12°               | Austria             |

| \| \| \| \| \| Campeón Suecia 1.er título \| Plantel: 0 Philippa Tinnert, 3 Linda Andersson, 5 Cecilia Malm, 7 Hedda Broberg, 8 Ella Sandberg, 10 Isabelle Haak , 11 Alexandra Lazic, 12 Hilda Gustafsson, 13 Filippa Brink, 14 Hanna Hellvig, 15 Kirsten Van Lausen, 16 Vilma Julevik, 17 Anna Haak, 18 Julia Nilsson, 19 Paulina Lindberg, 20 Sofia Andersson, 21 Elin Larsson, 24 Maja Viktoria Jonsson, 25 Emmy Andersson. Entrenador: Giulio Cesare Bregoli |
| |
| |
| Campeón Suecia 1.er título |

|                            |
|                            |
| Campeón Suecia 1.er título |